# Antonio Esposito (judoka)
Antonio Esposito (Napoli, 18 novembre 1994) è un judoka italiano.

## Biografia
È figlio del judoka Giuseppe Esposito e fratello maggiore di Giovanni Esposito, anche lui judoka di caratura internazionale, e Davide Esposito, internazionale nella categoria cadetti.
Si è messo in mostra a livello giovanile vincendo il titolo iridato ai campionati mondiali juniores di Lubiana 2013 nei -73 kg.
Il 23 dicembre 2014 è stato reclutato nel Corpo di polizia penitenziaria ed è entrato a far parte del Gruppo Sportivo Fiamme Azzurre.
Agli europei di Tel Aviv 2018 ha vinto la medaglia di bronzo nella categoria -81 kg.
Ai mondiali di Budapest 2021 è stato eliminato al primo turno dall'ucraino Hievorh Manukian.
Agli europei di Sofia 2022 è stato eliminato agli ottavi del torneo degli 81 kg dall'ucraino Sergii Krivchach.
Ai Giochi della XXXIII Olimpiade del 2024 si è classificato al quinto posto nel torneo degli 81 kg maschile.

## Palmares
- Europei

Tel Aviv 2018: bronzo negli 81 kg.
- Campionati europei under 23

Wroklaw 2014: oro nei 73kg;
Bratislava 2015: argento nei 73kg;
Tel Aviv 2016: argento negli 81kg.
- Campionati mondiali juniores

Lubiana 2013: oro nei 73kg.